# Sandy Walsh
Sandy Walsh (ur. 14 marca 1995 w Brukseli) – holenderski piłkarz pochodzenia indonezyjskiego grający na pozycji prawego obrońcy. Od 2020 jest zawodnikiem klubu KV Mechelen.

## Kariera klubowa
Swoją piłkarską karierę Walsh rozpoczynał w juniorach takich klubów jak: Tempo Overijse (2001-2002), ERC Hoeilaart (2002-2003), RSC Anderlecht (2003-2011) i KRC Genk (2011-2012). W 2012 roku stał się członkiem pierwszego zespołu Genku i 2 września 2012 zadebiutował w nim w pierwszej lidze belgijskiej w zremisowanym 2:2 wyjazdowym meczu z Anderlechtem. W sezonie 2012/2013 zdobył z Genkiem Puchar Belgii. W Genku występował do końca sezonu 2016/2017.
W lipcu 2017 Walsh przeszedł do SV Zulte Waregem. Swój debiut w nim zaliczył 5 sierpnia 2017 w wygranym 2:0 domowym meczu z Sint-Truidense VV. Zawodnikiem Zulte Waregem był do października 2020 roku.
W październiku 2020 Walsh przeszedł do KV Mechelen. Zadebiutował w nim 31 października 2020 w zremisowanym 2:2 wyjazdowym meczu z Club Brugge.
| Sezon   | Klub             | Kraj   | Rozgrywki       | Mecze | Gole |
| ------- | ---------------- | ------ | --------------- | ----- | ---- |
| 2012/13 | KRC Genk         | Belgia | Eerste klasse A | 1     | 0    |
| 2013/14 | KRC Genk         | Belgia | Eerste klasse A | 4     | 0    |
| 2014/15 | KRC Genk         | Belgia | Eerste klasse A | 11    | 0    |
| 2015/16 | KRC Genk         | Belgia | Eerste klasse A | 23    | 1    |
| 2016/17 | KRC Genk         | Belgia | Eerste klasse A | 17    | 1    |
| 2017/18 | SV Zulte Waregem | Belgia | Eerste klasse A | 28    | 1    |
| 2018/19 | SV Zulte Waregem | Belgia | Eerste klasse A | 31    | 2    |
| 2019/20 | SV Zulte Waregem | Belgia | Eerste klasse A | 9     | 0    |
| 2020/21 | KV Mechelen      | Belgia | Eerste klasse A | 30    | 3    |

## Kariera reprezentacyjna
W swojej karierze Walsh grał w młodzieżowych reprezentacjach Holandii na szczeblach U-16, U-17, U-18, U-19 i U-20. W 2012 roku wywalczył z kadrą U-17 mistrzostwo Europy na Mistrzostwach Europy U-17.